# Momentul Durban
Momentul Durban (în engleză Durban Moment) se referă la perioada de la începutul anilor 1970 când orașul sud-african Durban a devenit centrul dezvoltării unei noi dinamici în lupta împotriva apartheidului. Cele două personaje centrale ale acestui moment au fost Steve Biko și Richard Turner – primul era asociat strâns cu Mișcarea Conștiinței Negre, iar cel de-al doilea cu mișcarea sindicală. Cei doi erau membri ai unui grup comun de lectură. Ambii erau influențați de mișcarea politică Noua Stângă și aveau legături cu cercurile creștine radicale.